# Saknad (roman)
Saknad är en roman av Karin Alvtegen, från 2000, utgiven på Natur & Kultur. 
Den handlar om Sibylla Forsenström som är hemlös. Sibylla har själv valt att leva utanför samhället på grund av det som hon varit med som barn och tonåring. Sibylla vill bli lämnad i fred. Handlingen utspelas för det mesta i Stockholm där Sibylla sover på olika ställen som hon hittar för natten. En kväll på Grand gör hon ett misstag och blir huvudmisstänkt för mord och plötsligt letar hela Sverige efter henne och hennes liv exponeras i media.
Engelsk TV gjorde 2006 en serie, Missing, efter romanen och den var nominerad till the Edgar Award 2009.